# Райтсвілл (Пенсільванія)
Райтсвілл (англ. Wrightsville) — місто (англ. borough) в США, в окрузі Йорк штату Пенсільванія. Населення — 2261 особа (2020).

## Географія
Райтсвілл розташований за координатами 40°1′26″ пн. ш. 76°31′54″ зх. д. / 40.02389° пн. ш. 76.53167° зх. д. (40.023921, -76.531555).  За даними Бюро перепису населення США в 2010 році місто мало площу 1,72 км², уся площа — суходіл.

## Демографія
Згідно з переписом 2010 року, у селищі мешкало 2310 осіб у 938 домогосподарствах у складі 601 родини. Густота населення становила 1344 особи/км².  Було 998 помешкань (581/км²).
Расовий склад населення:
| - 95,8 % — білих - 0,7 % — чорних або афроамериканців - 0,3 % — азіатів - 0,1 % — корінних американців |

До двох чи більше рас належало 2,2 %. Частка іспаномовних становила 2,8 % від усіх жителів.
За віковим діапазоном населення розподілялося таким чином: 23,3 % — особи молодші 18 років, 62,8 % — особи у віці 18—64 років, 13,9 % — особи у віці 65 років та старші. Медіана віку мешканця становила 39,0 року. На 100 осіб жіночої статі у селищі припадало 96,9 чоловіків;  на 100 жінок у віці від 18 років та старших — 90,7 чоловіків також старших 18 років.
Середній дохід на одне домашнє господарство  становив 50 632 долари США (медіана — 46 036), а середній дохід на одну сім'ю — 56 444 долари (медіана — 53 125). Медіана доходів становила 37 470 доларів для чоловіків та 36 250 доларів для жінок. За межею бідності перебувало 15,6 % осіб, у тому числі 27,6 % дітей у віці до 18 років та 5,6 % осіб у віці 65 років та старших.
Цивільне працевлаштоване населення становило 1117 осіб. Основні галузі зайнятості: виробництво — 28,4 %, освіта, охорона здоров'я та соціальна допомога — 14,1 %, роздрібна торгівля — 12,8 %.